# Mount Deeley
Mount Deeley är ett berg i Antarktis. Det ligger i Västantarktis. Argentina, Chile och Storbritannien gör anspråk på området. Toppen på Mount Deeley är 2 150 meter över havet.
Terrängen runt Mount Deeley är kuperad österut, men västerut är den bergig. Trakten är obefolkad. Det finns inga samhällen i närheten.